# Riken Yamamoto
Riken Yamamoto (山本理顕, Yamamoto Riken) (Pequim, 15 de abril de 1945) é um arquiteto japonês. Em 2024, ele recebeu o Prêmio Pritzker, considerado o mais prestigiado prêmio de arquitetura, tornando-se o nono arquiteto japonês a receber tal honra.

## Início da vida e educação
Yamamoto nasceu de pais japoneses em Pequim, China. Seus pais se mudaram do Império do Japão para a China por causa do trabalho de seu pai como engenheiro, como parte da ocupação japonesa da China. Em 1947, a família retornou ao Japão devastado pela Segunda Guerra Mundial. Em 1949, após a morte de seu pai, quando ele tinha quatro anos, Yamamoto mudou-se para a cidade natal de sua mãe, Yokohama. Em 1967, concluiu o bacharelado pela Universidade Nihon e em 1971 o mestrado pela Universidade de Artes de Tóquio.

## Carreira
Yamamoto fundou a Yamamoto & Field Shop Co.Ltd em 1973. De 2000 a 2011, foi professor na Universidade Nacional de Yokohama e na Escola de Pós-Graduação em Engenharia da Universidade Nihon. Em 2015, ele lecionou em sua alma mater, a Universidade Nihon.

## Reconhecimento
Entre os muitos prêmios que Riken Yamamoto ganhou, os mais recentes conquistados por ele são: Prêmio do Instituto de Arquitetos do Japão para o Museu de Arte de Yokosuka (2010), Prêmio da Sociedade de Empreiteiros de Construção para o Museu de Arte de Yokosuka (2008) ou o 25º Prêmio de Cultura de Arquitetura de Fukushima, entre outros.
Em 2024, Yamamoto recebeu o Prêmio Pritzker de Arquitetura. Na ocasião, o arquiteto e presidente do júri Alejandro Aravena declarou sobre o trabalho de Yamamoto que "uma das coisas que mais precisamos no futuro das cidades é criar condições por meio da arquitetura que multipliquem as oportunidades para as pessoas se reunirem e interagirem. ... Ele é um arquiteto reconfortante que traz dignidade à vida cotidiana. A normalidade se torna extraordinária. A calma leva ao esplendor."